# Liste des monuments historiques de l'Essonne
Cet article recense les monuments historiques de l'Essonne, en France.

## Généralités
Au 30 juillet 2025, l'Essonne compte 283 édifices comportant au moins une protection au titre des monuments historiques, dont 89 sont classés et 207 sont inscrits. Le total des monuments classés et inscrits est supérieur au nombre total de monuments protégés car plusieurs d'entre eux sont à la fois classés et inscrits.
La liste suivante les recense, organisés par commune.
- Haut – A
- B
- C
- D
- E
- F
- G
- H
- I
- J
- K
- L
- M
- N
- O
- P
- Q
- R
- S
- T
- U
- V
- W
- X
- Y
- Z

## Liste
| Monument                                                                          | Commune                   | Adresse                                                       | Coordonnées                      | Notice         | Protection                    | Date             | Illustration                                                                      |
| --------------------------------------------------------------------------------- | ------------------------- | ------------------------------------------------------------- | -------------------------------- | -------------- | ----------------------------- | ---------------- | --------------------------------------------------------------------------------- |
| Château de Dommerville                                                            | Angerville                |                                                               | 48° 19′ 07″ nord, 1° 59′ 21″ est | « PA00087800 » | Inscrit                       | 1977             | Château de Dommerville                                                            |
| Château d'Angervilliers                                                           | Angervilliers             |                                                               | 48° 35′ 29″ nord, 2° 03′ 53″ est | « PA00087801 » | Inscrit                       | 1985             | Château d'Angervilliers                                                           |
| Église Saint-Clément d'Arpajon                                                    | Arpajon                   |                                                               | 48° 35′ 32″ nord, 2° 14′ 52″ est | « PA00087802 » | Inscrit                       | 1926             | Église Saint-Clément d'Arpajon                                                    |
| Halle d'Arpajon                                                                   | Arpajon                   |                                                               | 48° 35′ 19″ nord, 2° 14′ 59″ est | « PA00087803 » | Classé                        | 1921             | Halle d'Arpajon                                                                   |
| Maison du 2 rue Gambetta à Arpajon                                                | Arpajon                   | 2, rue Gambetta                                               | 48° 35′ 17″ nord, 2° 15′ 04″ est | « PA00087804 » | Inscrit                       | 1987             | Maison du 2 rue Gambetta à Arpajon                                                |
| Maison du 12 place du Marché à Arpajon                                            | Arpajon                   | 12, place du Marché                                           | 48° 35′ 18″ nord, 2° 15′ 00″ est | « PA00087805 » | Inscrit                       | 1966             | Maison du 12 place du Marché à Arpajon                                            |
| Château d'Athis                                                                   | Athis-Mons                | 2, rue Geneviève-Anthonioz-de-Gaulle                          | 48° 42′ 31″ nord, 2° 23′ 26″ est | « PA00087806 » | Inscrit                       | 1928             | Château d'Athis                                                                   |
| Église Saint-Denis d'Athis-Mons                                                   | Athis-Mons                |                                                               | 48° 42′ 30″ nord, 2° 23′ 23″ est | « PA00087807 » | Inscrit                       | 1840             | Église Saint-Denis d'Athis-Mons                                                   |
| Église Saint-Aubin (Authon-la-Plaine)                                             | Authon-la-Plaine          |                                                               | 48° 27′ 03″ nord, 1° 57′ 28″ est | « PA00087808 » | Inscrit                       | 1987             | Église Saint-Aubin (Authon-la-Plaine)                                             |
| Église Saint-Georges d'Auvers-Saint-Georges                                       | Auvers-Saint-Georges      |                                                               | 48° 29′ 33″ nord, 2° 13′ 03″ est | « PA00087809 » | Inscrit                       | 1950             | Église Saint-Georges d'Auvers-Saint-Georges                                       |
| Église Sainte-Marie d'Avrainville                                                 | Avrainville               |                                                               | 48° 33′ 46″ nord, 2° 14′ 45″ est | « PA00087810 » | Inscrit                       | 1983             | Église Sainte-Marie d'Avrainville                                                 |
| Château du Saussay                                                                | Ballancourt-sur-Essonne   |                                                               | 48° 31′ 06″ nord, 2° 22′ 26″ est | « PA00087811 » | Inscrit                       | 1951             | Château du Saussay                                                                |
| Abri orné et polissoir                                                            | Baulne                    | Le Puits Sauvage                                              | 48° 28′ 52″ nord, 2° 24′ 21″ est | « PA00087812 » | Inscrit                       | 1984             | Abri orné et polissoir                                                            |
| Château de la Martinière                                                          | Bièvres                   | 7 et 9, rue Léon-Mignotte                                     | 48° 45′ 23″ nord, 2° 12′ 41″ est | « PA00087813 » | Inscrit                       | 1963             | Château de la Martinière                                                          |
| Château de Vauboyen                                                               | Bièvres                   | 76, rue de Vauboyen                                           | 48° 45′ 41″ nord, 2° 11′ 39″ est | « PA00087814 » | Classé                        | 1979             | Château de Vauboyen                                                               |
| Église Saint-Maurice de Blandy                                                    | Blandy                    |                                                               | 48° 18′ 49″ nord, 2° 15′ 22″ est | « PA00087815 » | Inscrit                       | 1926             | Église Saint-Maurice de Blandy                                                    |
| Église Notre-Dame-de-l'Assomption de Boigneville                                  | Boigneville               |                                                               | 48° 20′ 06″ nord, 2° 22′ 20″ est | « PA00087816 » | Classé                        | 1987             | Église Notre-Dame-de-l'Assomption de Boigneville                                  |
| Grotte de Prinvaux                                                                | Boigneville               | La Fontaine du Gros Carreau                                   | 48° 19′ 23″ nord, 2° 22′ 14″ est | « PA00087817 » | Inscrit                       | 1980             | Grotte de Prinvaux                                                                |
| Église Saint-Hilaire de Boissy-la-Rivière                                         | Boissy-la-Rivière         |                                                               | 48° 22′ 29″ nord, 2° 09′ 17″ est | « PA00087818 » | Inscrit                       | 1926             | Église Saint-Hilaire de Boissy-la-Rivière                                         |
| Domaine des Tourelles                                                             | Boissy-sous-Saint-Yon     | Rue Courtanesse                                               | 48° 33′ 33″ nord, 2° 12′ 20″ est | « PA00087821 » | Inscrit                       | 1977             | Domaine des Tourelles                                                             |
| Église Saint-Thomas-Becket de Boissy-sous-Saint-Yon                               | Boissy-sous-Saint-Yon     |                                                               | 48° 33′ 29″ nord, 2° 12′ 35″ est | « PA00087822 » | Classé                        | 2015             | Église Saint-Thomas-Becket de Boissy-sous-Saint-Yon                               |
| Château de Boissy-le-Sec                                                          | Boissy-le-Sec             | 10, Grande-Rue                                                | 48° 28′ 38″ nord, 2° 05′ 23″ est | « PA00087819 » | Inscrit                       | 1984             | Château de Boissy-le-Sec                                                          |
| Église Saint-Louis de Boissy-le-Sec                                               | Boissy-le-Sec             |                                                               | 48° 28′ 43″ nord, 2° 05′ 21″ est | « PA00087820 » | Inscrit                       | 1926             | Église Saint-Louis de Boissy-le-Sec                                               |
| Château de Mesnil-Voisin                                                          | Bouray-sur-Juine          |                                                               | 48° 31′ 14″ nord, 2° 16′ 34″ est | « PA00087823 » | Classé                        | 1980             | Château de Mesnil-Voisin                                                          |
| Église Saint-Pierre-ès-Liens de Bouray-sur-Juine                                  | Bouray-sur-Juine          | Rue haute                                                     | 48° 31′ 13″ nord, 2° 17′ 53″ est | « PA00087824 » | Inscrit                       | 1950             | Église Saint-Pierre-ès-Liens de Bouray-sur-Juine                                  |
| Grotte de Bouray-sur-Juine                                                        | Bouray-sur-Juine          | La Vallée Gommier                                             | 48° 30′ 00″ nord, 2° 17′ 21″ est | « PA00087825 » | Inscrit                       | 1979             | Grotte de Bouray-sur-Juine                                                        |
| Pont Cornuel                                                                      | Bouray-sur-Juine          |                                                               | 48° 31′ 15″ nord, 2° 17′ 17″ est | « PA00087826 » | Inscrit                       | 1980             | Pont Cornuel                                                                      |
| Menhir de Pierre-Fritte                                                           | Boussy-Saint-Antoine      |                                                               | 48° 41′ 36″ nord, 2° 31′ 36″ est | « PA00087827 » | Classé                        | 1921             | Menhir de Pierre-Fritte                                                           |
| Pont de la Reine Blanche                                                          | Boussy-Saint-Antoine      |                                                               | 48° 41′ 18″ nord, 2° 32′ 00″ est | « PA00087828 » | Inscrit                       | 1972             | Pont de la Reine Blanche                                                          |
| Église Saint-Barthélemy de Boutigny-sur-Essonne                                   | Boutigny-sur-Essonne      |                                                               | 48° 26′ 08″ nord, 2° 22′ 36″ est | « PA00087829 » | Inscrit                       | 1925             | Église Saint-Barthélemy de Boutigny-sur-Essonne                                   |
| Château de Farcheville                                                            | Bouville                  |                                                               | 48° 25′ 31″ nord, 2° 17′ 16″ est | « PA00087830 » | Classé                        | 1948             | Château de Farcheville                                                            |
| Église Saint-Martin de Bouville                                                   | Bouville                  |                                                               | 48° 25′ 53″ nord, 2° 17′ 04″ est | « PA00087831 » | Inscrit                       | 1946             | Église Saint-Martin de Bouville                                                   |
| Église Saint-Pierre de Brétigny-sur-Orge                                          | Brétigny-sur-Orge         |                                                               | 48° 36′ 45″ nord, 2° 18′ 36″ est | « PA00087832 » | Inscrit                       | 1977             | Église Saint-Pierre de Brétigny-sur-Orge                                          |
| Château de Baville                                                                | Saint-Chéron              |                                                               | 48° 34′ 00″ nord, 2° 07′ 36″ est | « PA00088054 » | Inscrit                       | 1990             | Château de Baville                                                                |
| Église Saint-Quentin de Brières-les-Scellés                                       | Brières-les-Scellés       |                                                               | 48° 27′ 27″ nord, 2° 08′ 16″ est | « PA00087833 » | Inscrit                       | 1926             | Église Saint-Quentin de Brières-les-Scellés                                       |
| Église Saint-Denis de Briis-sous-Forges                                           | Briis-sous-Forges         |                                                               | 48° 37′ 33″ nord, 2° 07′ 23″ est | « PA00087834 » | Inscrit                       | 2019             | Église Saint-Denis de Briis-sous-Forges                                           |
| Église Saint-Pierre-et-Saint-Paul de Brouy                                        | Brouy                     |                                                               | 48° 19′ 00″ nord, 2° 16′ 49″ est | « PA00087835 » | Inscrit                       | 1926             | Église Saint-Pierre-et-Saint-Paul de Brouy                                        |
| Alignement des Pierres Frittes                                                    | Brunoy                    |                                                               | 48° 41′ 45″ nord, 2° 30′ 14″ est | « PA00087837 » | Classé                        | 1889             | Alignement des Pierres Frittes                                                    |
| Église Saint-Médard de Brunoy                                                     | Brunoy                    |                                                               | 48° 41′ 51″ nord, 2° 30′ 11″ est | « PA00087836 » | Classé                        | 1981             | Église Saint-Médard de Brunoy                                                     |
| Menhirs de la Haute-Borne                                                         | Brunoy                    | 10 rue des Vallées                                            | 48° 41′ 57″ nord, 2° 30′ 47″ est | « PA00087838 » | Classé                        | 1977             | Menhirs de la Haute-Borne                                                         |
| Obélisque de Brunoy                                                               | Brunoy                    | Avenue du Général-Leclerc Route nationale 6                   | 48° 41′ 01″ nord, 2° 29′ 24″ est | « PA00087839 » | Classé                        | 1934             | Obélisque de Brunoy                                                               |
| Pont de Perronet                                                                  | Brunoy                    | Rue du Pont                                                   | 48° 41′ 47″ nord, 2° 30′ 12″ est | « PA00087840 » | Classé                        | 1991             | Pont de Perronet                                                                  |
| Pont de Soulins                                                                   | Brunoy                    | Rue de Soulins                                                | 48° 42′ 06″ nord, 2° 29′ 40″ est | « PA00087841 » | Inscrit                       | 1887             | Pont de Soulins                                                                   |
| Église Saint-Didier de Bruyères-le-Châtel                                         | Bruyères-le-Châtel        |                                                               | 48° 35′ 30″ nord, 2° 11′ 19″ est | « PA00087842 » | Classé                        | 1931             | Église Saint-Didier de Bruyères-le-Châtel                                         |
| Pierre Beaumirault                                                                | Bruyères-le-Châtel        | La Pierre Beaumirault                                         | 48° 34′ 51″ nord, 2° 11′ 54″ est | « PA00087843 » | Inscrit                       | 1978             | Pierre Beaumirault                                                                |
| Chapelle de Bonnevaux                                                             | Buno-Bonnevaux            | Bonnevaux                                                     | 48° 22′ 34″ nord, 2° 23′ 38″ est | « PA00087844 » | Inscrit                       | 1950             | Chapelle de Bonnevaux                                                             |
| Hypogée du Champtier des Bureaux                                                  | Buno-Bonnevaux            | Le Champtier des Bureaux                                      | 48° 21′ 34″ nord, 2° 23′ 28″ est | « PA00087848 » | Inscrit                       | 1975             | Hypogée du Champtier des Bureaux                                                  |
| Hypogée de la Fontaine Saint-Léger                                                | Buno-Bonnevaux            | La Fontaine Saint-Léger                                       | 48° 21′ 40″ nord, 2° 24′ 10″ est | « PA00087847 » | Classé                        | 1976             | Hypogée de la Fontaine Saint-Léger                                                |
| Polissoir de Grimery                                                              | Buno-Bonnevaux            | Les Sept Coups d'Épée                                         | 48° 21′ 14″ nord, 2° 24′ 40″ est | « PA00087845 » | Inscrit                       | 1980             | Polissoir de Grimery                                                              |
| Polissoir des Sept coups d'épée                                                   | Buno-Bonnevaux            | Place de l'Église                                             | 48° 21′ 36″ nord, 2° 23′ 19″ est | « PA00087846 » | Classé                        | 1928             | Polissoir des Sept coups d'épée                                                   |
| Anneau de collisions d'Orsay                                                      | Bures-sur-Yvette          |                                                               | 48° 41′ 56″ nord, 2° 10′ 21″ est | « PA91000007 » | Inscrit                       | 2002             | Anneau de collisions d'Orsay                                                      |
| Église Saint-Pierre de Cerny                                                      | Cerny                     |                                                               | 48° 28′ 28″ nord, 2° 19′ 40″ est | « PA00087849 » | Inscrit                       | 1993             | Église Saint-Pierre de Cerny                                                      |
| Chapelle du château du Grand Saint-Mars                                           | Chalo-Saint-Mars          |                                                               | 48° 25′ 33″ nord, 2° 04′ 02″ est | « PA00088055 » | Inscrit                       | 1990             | Chapelle du château du Grand Saint-Mars                                           |
| Église Saint-Médard de Chalo-Saint-Mars                                           | Chalo-Saint-Mars          |                                                               | 48° 25′ 38″ nord, 2° 04′ 05″ est | « PA00087850 » | Inscrit                       | 1926             | Église Saint-Médard de Chalo-Saint-Mars                                           |
| Château du Tronchet                                                               | Chalo-Saint-Mars          |                                                               | 48° 26′ 15″ nord, 2° 03′ 14″ est | « PA00087851 » | Inscrit                       | 1975             | Château du Tronchet                                                               |
| Église Saint-Aignan de Chalou-Moulineux                                           | Chalou-Moulineux          |                                                               | 48° 23′ 03″ nord, 2° 01′ 22″ est | « PA00087852 » | Inscrit                       | 1926             | Église Saint-Aignan de Chalou-Moulineux                                           |
| Église Saint-Thomas-Becket de Moulineux                                           | Chalou-Moulineux          |                                                               | 48° 23′ 28″ nord, 2° 01′ 38″ est | « PA00087853 » | Inscrit                       | 1931             | Église Saint-Thomas-Becket de Moulineux                                           |
| Château de Chamarande                                                             | Chamarande                |                                                               | 48° 30′ 46″ nord, 2° 13′ 15″ est | « PA00087855 » | Inscrit                       | 1921             | Château de Chamarande                                                             |
| Église Saint-Quentin de Chamarande                                                | Chamarande                |                                                               | 48° 30′ 47″ nord, 2° 13′ 04″ est | « PA00087854 » | Inscrit                       | 1926             | Église Saint-Quentin de Chamarande                                                |
| Église Notre-Dame de Champcueil                                                   | Champcueil                |                                                               | 48° 30′ 53″ nord, 2° 26′ 46″ est | « PA00087856 » | Classé                        | 1986             | Église Notre-Dame de Champcueil                                                   |
| Château de Bel Abord                                                              | Chilly-Mazarin            | 36 avenue Mazarin                                             | 48° 42′ 19″ nord, 2° 18′ 54″ est | « PA00087859 » | Inscrit                       | 1984             | Château de Bel Abord                                                              |
| Château de Chilly-Mazarin                                                         | Chilly-Mazarin            |                                                               | 48° 42′ 06″ nord, 2° 18′ 49″ est | « PA00087857 » | Inscrit                       | 1926             | Château de Chilly-Mazarin                                                         |
| Église Saint-Étienne de Chilly-Mazarin                                            | Chilly-Mazarin            |                                                               | 48° 42′ 11″ nord, 2° 18′ 47″ est | « PA00087858 » | Classé                        | 1923             | Église Saint-Étienne de Chilly-Mazarin                                            |
| Immeuble du 49 avenue Mazarin à Chilly-Mazarin                                    | Chilly-Mazarin            | 49 avenue Mazarin                                             | 48° 42′ 18″ nord, 2° 18′ 56″ est | « PA00087860 » | Inscrit                       | 1984             | Immeuble du 49 avenue Mazarin à Chilly-Mazarin                                    |
| Immeuble du 55 avenue Mazarin à Chilly-Mazarin                                    | Chilly-Mazarin            | 55 avenue Mazarin                                             | 48° 42′ 19″ nord, 2° 18′ 53″ est | « PA00087861 » | Inscrit                       | 1984             | Immeuble du 55 avenue Mazarin à Chilly-Mazarin                                    |
| Dolmen des Grès de Linas                                                          | Congerville-Thionville    | Les Grès de Linas                                             | 48° 22′ 10″ nord, 1° 59′ 13″ est | « PA00088023 » | Classé                        | 1970             | Dolmen des Grès de Linas                                                          |
| Borne fleurdelysée no 21                                                          | Corbeil-Essonnes          | Boulevard Jean Jaurès                                         | 48° 36′ 40″ nord, 2° 27′ 44″ est | « PA00087862 » | Inscrit                       | 1934             | Borne fleurdelysée no 21                                                          |
| Cathédrale Saint-Spire                                                            | Corbeil-Essonnes          |                                                               | 48° 36′ 43″ nord, 2° 28′ 58″ est | « PA00087863 » | Classé                        | 1840             | Cathédrale Saint-Spire                                                            |
| Ancienne chaufferie centrale du quartier des Hauts-Tarterêts                      | Corbeil-Essonnes          | Rue Léon-Blum                                                 | 48° 37′ 03″ nord, 2° 27′ 57″ est | « PA91000270 » | Inscrit                       | 2016             | Ancienne chaufferie centrale du quartier des Hauts-Tarterêts                      |
| Église Saint-Étienne de Corbeil-Essonnes                                          | Corbeil-Essonnes          |                                                               | 48° 36′ 13″ nord, 2° 28′ 10″ est | « PA00087864 » | Classé                        | 1930             | Église Saint-Étienne de Corbeil-Essonnes                                          |
| Église Saint-Jean-de-l'Île de Corbeil-Essonnes                                    | Corbeil-Essonnes          | 24, rue Widmer                                                | 48° 36′ 26″ nord, 2° 28′ 31″ est | « PA00087865 » | Classé                        | 2007             | Église Saint-Jean-de-l'Île de Corbeil-Essonnes                                    |
| Grands moulins de Corbeil                                                         | Corbeil-Essonnes          | 1, quai de l'Apport                                           | 48° 36′ 54″ nord, 2° 28′ 41″ est | « PA00087867 » | Inscrit                       | 1987             | Grands moulins de Corbeil                                                         |
| Halles de Corbeil                                                                 | Corbeil-Essonnes          | Place du Comte-Haymon                                         | 48° 36′ 44″ nord, 2° 28′ 56″ est | « PA00087866 » | Inscrit                       | 1987             | Halles de Corbeil                                                                 |
| Église Notre-Dame de Corbreuse                                                    | Corbreuse                 |                                                               | 48° 30′ 05″ nord, 1° 57′ 29″ est | « PA00087868 » | Inscrit                       | 1950             | Église Notre-Dame de Corbreuse                                                    |
| Église Notre-Dame-de-l'Assomption de Montceaux                                    | Le Coudray-Montceaux      | Montceaux                                                     | 48° 33′ 18″ nord, 2° 28′ 57″ est | « PA00087869 » | Inscrit                       | 1950             | Église Notre-Dame-de-l'Assomption de Montceaux                                    |
| Escalier de la Belle Gabrielle                                                    | Le Coudray-Montceaux      |                                                               | 48° 33′ 54″ nord, 2° 29′ 44″ est | « PA00087870 » | Inscrit                       | 1945             | Escalier de la Belle Gabrielle                                                    |
| Château de Courances                                                              | Courances                 |                                                               | 48° 26′ 28″ nord, 2° 28′ 10″ est | « PA00087871 » | Classé                        | 1983             | Château de Courances                                                              |
| Église Saint-Étienne de Courances                                                 | Courances                 |                                                               | 48° 26′ 23″ nord, 2° 28′ 27″ est | « PA00087872 » | Inscrit                       | 1981             | Église Saint-Étienne de Courances                                                 |
| Bornes fleurdelysées                                                              | Courcouronnes             | Route de Versailles                                           | 48° 37′ 05″ nord, 2° 24′ 24″ est | « PA00087873 » | Inscrit                       | 1934             | Bornes fleurdelysées                                                              |
| Château de Bellesbat                                                              | Courdimanche-sur-Essonne  |                                                               | 48° 25′ 57″ nord, 2° 22′ 24″ est | « PA00087874 » | Inscrit                       | 1948             | Château de Bellesbat                                                              |
| Église Saint-Gervais-et-Saint-Protais de Courdimanche-sur-Essonne                 | Courdimanche-sur-Essonne  |                                                               | 48° 24′ 59″ nord, 2° 22′ 45″ est | « PA00087875 » | Inscrit                       | 1925             | Église Saint-Gervais-et-Saint-Protais de Courdimanche-sur-Essonne                 |
| Château de Courson                                                                | Courson-Monteloup         |                                                               | 48° 36′ 00″ nord, 2° 08′ 49″ est | « PA00087876 » | Classé                        | 1944             | Château de Courson                                                                |
| Église Notre-Dame-de-l'Assomption de Crosne                                       | Crosne                    |                                                               | 48° 42′ 53″ nord, 2° 27′ 40″ est | « PA00087877 » | Classé                        | 1982             | Église Notre-Dame-de-l'Assomption de Crosne                                       |
| Ferme de la Seigneurie                                                            | Crosne                    |                                                               | 48° 43′ 00″ nord, 2° 27′ 25″ est | « PA00087878 » | Inscrit                       | 1972             | Ferme de la Seigneurie                                                            |
| Église Saint-Mammès de Dannemois                                                  | Dannemois                 |                                                               | 48° 27′ 10″ nord, 2° 28′ 33″ est | « PA00087880 » | Inscrit                       | 1926             | Église Saint-Mammès de Dannemois                                                  |
| Château de D'Huison-Longueville                                                   | D'Huison-Longueville      |                                                               | 48° 27′ 43″ nord, 2° 19′ 14″ est | « PA00087879 » | Inscrit                       | 1965             | Château de D'Huison-Longueville                                                   |
| Château de Dourdan                                                                | Dourdan                   |                                                               | 48° 31′ 47″ nord, 2° 00′ 40″ est | « PA00087881 » | Classé                        | 1964             | Château de Dourdan                                                                |
| Église Saint-Germain-d'Auxerre de Dourdan                                         | Dourdan                   |                                                               | 48° 31′ 45″ nord, 2° 00′ 42″ est | « PA00087882 » | Classé                        | 1967             | Église Saint-Germain-d'Auxerre de Dourdan                                         |
| Ferme seigneuriale de Dourdan                                                     | Dourdan                   | Rouillon                                                      | 48° 33′ 17″ nord, 2° 00′ 11″ est | « PA00087883 » | Inscrit                       | 1977             | Ferme seigneuriale de Dourdan                                                     |
| Hôtel-Dieu de Dourdan                                                             | Dourdan                   | 1 rue Saint-Pierre                                            | 48° 31′ 45″ nord, 2° 00′ 46″ est | « PA00087885 » | Inscrit                       | 1988             | Hôtel-Dieu de Dourdan                                                             |
| Immeuble du 15 rue Saint-Pierre à Dourdan                                         | Dourdan                   | 15, rue Saint-Pierre                                          | 48° 31′ 44″ nord, 2° 00′ 50″ est | « PA00087886 » | Inscrit                       | 1993             | Immeuble du 15 rue Saint-Pierre à Dourdan                                         |
| Petite ferme de Dourdan                                                           | Dourdan                   | Rouillon                                                      | 48° 33′ 16″ nord, 1° 59′ 59″ est | « PA00087884 » | Inscrit                       | 1977             | Petite ferme de Dourdan                                                           |
| Porte de la façade nord de l'église                                               | Dourdan                   |                                                               | 48° 31′ 45″ nord, 2° 00′ 41″ est | « PA00087887 » | Inscrit                       | 1965             | Porte de la façade nord de l'église                                               |
| Château de Villiers                                                               | Draveil                   |                                                               | 48° 40′ 57″ nord, 2° 24′ 19″ est | « PA00087888 » | Inscrit                       | 1949             | Château de Villiers                                                               |
| Château d'Écharcon                                                                | Écharcon                  | Rue des Sablons                                               | 48° 34′ 14″ nord, 2° 24′ 33″ est | « PA00087889 » | Classé                        | 1976             | Château d'Écharcon                                                                |
| Église Saint-Pierre-Saint-Paul d'Égly                                             | Égly                      |                                                               | 48° 34′ 50″ nord, 2° 13′ 25″ est | « PA00087890 » | Inscrit                       | 1929             | Église Saint-Pierre-Saint-Paul d'Égly                                             |
| Borne de la Première République                                                   | Épinay-sur-Orge           | Jardin de la mairie                                           | 48° 40′ 21″ nord, 2° 19′ 26″ est | « PA00087891 » | Inscrit                       | 1929             | Borne de la Première République                                                   |
| Domaine de Sillery                                                                | Épinay-sur-Orge           | Rue de Charaintru                                             | 48° 40′ 57″ nord, 2° 19′ 42″ est | « PA91000009 » | Inscrit                       | 2006             | Domaine de Sillery                                                                |
| Château d'Étampes                                                                 | Étampes                   |                                                               | 48° 26′ 15″ nord, 2° 09′ 30″ est | « PA00087907 » | Classé                        | 1862             | Château d'Étampes                                                                 |
| Collégiale Notre-Dame-du-Fort d'Étampes                                           | Étampes                   |                                                               | 48° 26′ 06″ nord, 2° 09′ 51″ est | « PA00087892 » | Classé                        | 1840             | Collégiale Notre-Dame-du-Fort d'Étampes                                           |
| Collégiale Saint-Martin d'Étampes                                                 | Étampes                   |                                                               | 48° 25′ 34″ nord, 2° 08′ 22″ est | « PA00087895 » | Classé                        | 1909             | Collégiale Saint-Martin d'Étampes                                                 |
| Église Saint-Basile d'Étampes                                                     | Étampes                   |                                                               | 48° 26′ 09″ nord, 2° 09′ 40″ est | « PA00087893 » | Classé                        | 1862             | Église Saint-Basile d'Étampes                                                     |
| Église Saint-Gilles d'Étampes                                                     | Étampes                   |                                                               | 48° 25′ 56″ nord, 2° 09′ 13″ est | « PA00087894 » | Classé                        | 1970             | Église Saint-Gilles d'Étampes                                                     |
| Hôtel Anne de Pisseleu                                                            | Étampes                   | 16, rue Sainte-Croix 2, place de l'Hôtel-de-Ville Rue du Pain | 48° 26′ 06″ nord, 2° 09′ 43″ est | « PA00087896 » | Classé                        | 1981             | Hôtel Anne de Pisseleu                                                            |
| Hôtel Saint-Yon                                                                   | Étampes                   | 6, place Dauphine                                             | 48° 26′ 04″ nord, 2° 09′ 41″ est | « PA00087898 » | Inscrit                       | 1926             | Hôtel Saint-Yon                                                                   |
| Hôtel de ville d'Étampes                                                          | Étampes                   |                                                               | 48° 26′ 04″ nord, 2° 09′ 41″ est | « PA00087899 » | Inscrit                       | 1982             | Hôtel de ville d'Étampes                                                          |
| Hôtel-Dieu d'Étampes                                                              | Étampes                   | 37, rue de la République                                      | 48° 26′ 06″ nord, 2° 09′ 49″ est | « PA00087897 » | Inscrit                       | 1988             | Hôtel-Dieu d'Étampes                                                              |
| Maisons à arcades d'Étampes                                                       | Étampes                   | 2, 4, 6 place Saint-Gilles                                    | 48° 25′ 56″ nord, 2° 09′ 18″ est | « PA00087901 » | Inscrit                       | 1926             | Maisons à arcades d'Étampes                                                       |
| Maison de Diane de Poitiers                                                       | Étampes                   | 4, rue Sainte-Croix                                           | 48° 26′ 08″ nord, 2° 09′ 39″ est | « PA00087900 » | Inscrit                       | 1926             | Maison de Diane de Poitiers                                                       |
| Menhir de Pierrefitte                                                             | Étampes                   |                                                               | 48° 25′ 44″ nord, 2° 06′ 21″ est | « PA00087902 » | Classé                        | 1964             | Menhir de Pierrefitte                                                             |
| Palais de justice d'Étampes                                                       | Étampes                   | Place du Tribunal                                             | 48° 26′ 04″ nord, 2° 09′ 41″ est | « PA00087903 » | Inscrit                       | 1926             | Palais de justice d'Étampes                                                       |
| Bastille des Portereaux                                                           | Étampes                   |                                                               | 48° 25′ 43″ nord, 2° 09′ 05″ est | « PA00087905 » | Inscrit                       | 1968             | Bastille des Portereaux                                                           |
| Prieuré d'Étampes                                                                 | Étampes                   | Sente du Prieuré                                              | 48° 26′ 02″ nord, 2° 10′ 43″ est | « PA00087904 » | Inscrit                       | 1931             | Prieuré d'Étampes                                                                 |
| Théâtre municipal d'Étampes                                                       | Étampes                   | Rue Léon-Marquis Rue Geoffroy-Saint-Hilaire                   | 48° 26′ 02″ nord, 2° 09′ 28″ est | « PA00087906 » | Inscrit Classé                | 1982             | Théâtre municipal d'Étampes                                                       |
| Tour du Loup                                                                      | Étampes                   |                                                               | 48° 25′ 50″ nord, 2° 09′ 14″ est | « PA00087905 » | Inscrit                       | 1968             | Tour du Loup                                                                      |
| Église Saint-Martin d'Étiolles                                                    | Étiolles                  |                                                               | 48° 38′ 11″ nord, 2° 28′ 25″ est | « PA00087908 » | Inscrit                       | 1850             | Église Saint-Martin d'Étiolles                                                    |
| Église Saint-Étienne d'Étréchy                                                    | Étréchy                   |                                                               | 48° 29′ 36″ nord, 2° 11′ 24″ est | « PA00087909 » | Classé                        | 1908             | Église Saint-Étienne d'Étréchy                                                    |
| Ferme du Roussay                                                                  | Étréchy                   | Le Roussay                                                    | 48° 29′ 10″ nord, 2° 10′ 34″ est | « PA00087910 » | Inscrit                       | 1944             | Ferme du Roussay                                                                  |
| Ferme du Touchet                                                                  | Étréchy                   | Route du Touchet                                              | 48° 29′ 21″ nord, 2° 09′ 11″ est | « PA00087911 » | Inscrit                       | 1931             | Ferme du Touchet                                                                  |
| Pont-aqueduc de la Jeurre                                                         | Étréchy                   |                                                               | 48° 28′ 49″ nord, 2° 11′ 36″ est | « PA00088052 » | Inscrit                       | 1990             | Image manquante Téléverser                                                        |
| Église Notre-Dame-de-l'Assomption de La Ferté-Alais                               | La Ferté-Alais            |                                                               | 48° 28′ 56″ nord, 2° 20′ 50″ est | « PA00087912 » | Classé                        | 1862             | Église Notre-Dame-de-l'Assomption de La Ferté-Alais                               |
| Borne fleurdelysée no 18                                                          | Fleury-Mérogis            |                                                               | à géolocaliser                   | « PA00087913 » | Inscrit                       | 1934             | Borne fleurdelysée no 18                                                          |
| Église Saint-Rémi de Fontenay-le-Vicomte                                          | Fontenay-le-Vicomte       |                                                               | 48° 32′ 55″ nord, 2° 23′ 51″ est | « PA00087914 » | Inscrit                       | 1950             | Église Saint-Rémi de Fontenay-le-Vicomte                                          |
| Château de Forges-les-Bains                                                       | Forges-les-Bains          |                                                               | 48° 37′ 36″ nord, 2° 05′ 55″ est | « PA00087915 » | Inscrit                       | 1960             | Château de Forges-les-Bains                                                       |
| Église Saint-Rémi de Gif-sur-Yvette                                               | Gif-sur-Yvette            |                                                               | 48° 42′ 10″ nord, 2° 08′ 08″ est | « PA00087916 » | Inscrit                       | 1921             | Église Saint-Rémi de Gif-sur-Yvette                                               |
| Église Saint-Pierre de Gironville-sur-Essonne                                     | Gironville-sur-Essonne    |                                                               | 48° 22′ 26″ nord, 2° 22′ 43″ est | « PA00087917 » | Inscrit                       | 1984             | Église Saint-Pierre de Gironville-sur-Essonne                                     |
| Ferme de Vignay                                                                   | Gironville-sur-Essonne    | Vignay                                                        | 48° 21′ 29″ nord, 2° 20′ 13″ est | « PA00087918 » | Inscrit                       | 1981             | Image manquante Téléverser                                                        |
| Église Saint-Clair de Gometz-le-Châtel                                            | Gometz-le-Châtel          |                                                               | 48° 40′ 42″ nord, 2° 08′ 22″ est | « PA00087919 » | Inscrit                       | 1983             | Église Saint-Clair de Gometz-le-Châtel                                            |
| Église Saint-Léonard des Granges-le-Roi                                           | Les Granges-le-Roi        |                                                               | 48° 30′ 15″ nord, 2° 01′ 16″ est | « PA00087920 » | Inscrit                       | 1950             | Église Saint-Léonard des Granges-le-Roi                                           |
| Église Saint-Gervais-et-Saint-Protais de Guillerval                               | Guillerval                |                                                               | 48° 21′ 51″ nord, 2° 05′ 57″ est | « PA00087921 » | Inscrit                       | 1981             | Église Saint-Gervais-et-Saint-Protais de Guillerval                               |
| Église Saint-Pierre d'Igny                                                        | Igny                      |                                                               | 48° 44′ 32″ nord, 2° 13′ 32″ est | « PA00087922 » | Inscrit                       | 1950             | Église Saint-Pierre d'Igny                                                        |
| Église Saint-Germain-de-Paris d'Itteville                                         | Itteville                 |                                                               | 48° 30′ 54″ nord, 2° 20′ 31″ est | « PA00087923 » | Classé                        | 1924             | Église Saint-Germain-de-Paris d'Itteville                                         |
| Château de Gillevoisin                                                            | Janville-sur-Juine        |                                                               | 48° 30′ 41″ nord, 2° 14′ 15″ est | « PA00087924 » | Classé                        | 1980             | Château de Gillevoisin                                                            |
| Château de Mesnil-Voisin                                                          | Janville-sur-Juine        |                                                               | 48° 31′ 14″ nord, 2° 16′ 34″ est | « PA00133021 » | Inscrit                       | 1969             | Château de Mesnil-Voisin                                                          |
| Dolmen de la Pierre-Levée                                                         | Janville-sur-Juine        |                                                               | 48° 30′ 33″ nord, 2° 15′ 45″ est | « PA00087925 » | Classé                        | 1949             | Dolmen de la Pierre-Levée                                                         |
| Tour de Pocancy                                                                   | Janville-sur-Juine        |                                                               | 48° 30′ 39″ nord, 2° 16′ 21″ est | « PA00087926 » | Inscrit                       | 1947             | Tour de Pocancy                                                                   |
| Château de Janvry                                                                 | Janvry                    | Rue du Château                                                | 48° 38′ 50″ nord, 2° 09′ 15″ est | « PA00087927 » | Inscrit                       | 1981             | Château de Janvry                                                                 |
| Croix-autel de Juvisy-sur-Orge                                                    | Juvisy-sur-Orge           | Grande Rue Rue des prés                                       | 48° 41′ 15″ nord, 2° 22′ 38″ est | « PA00087928 » | Inscrit                       | 1933             | Croix-autel de Juvisy-sur-Orge                                                    |
| Observatoire de Juvisy-sur-Orge                                                   | Juvisy-sur-Orge           | 32 avenue de la Cour-de-France                                | 48° 41′ 34″ nord, 2° 22′ 16″ est | « PA91000001 » | Classé                        | 2009             | Observatoire de Juvisy-sur-Orge                                                   |
| Pont des Belles Fontaines                                                         | Juvisy-sur-Orge           |                                                               | 48° 41′ 10″ nord, 2° 22′ 23″ est | « PA00087929 » | Classé                        | 1914             | Pont des Belles Fontaines                                                         |
| Pyramide de Juvisy-sur-Orge                                                       | Juvisy-sur-Orge           | 68, avenue de la Cour-de-France                               | 48° 41′ 54″ nord, 2° 22′ 20″ est | « PA00087930 » | Classé                        | 1942             | Pyramide de Juvisy-sur-Orge                                                       |
| Terrasse et grotte de rocaille                                                    | Juvisy-sur-Orge           | Boulevard de la Cascade Avenue Botherel                       | 48° 41′ 42″ nord, 2° 22′ 29″ est | « PA00087931 » | Inscrit                       | 1947             | Terrasse et grotte de rocaille                                                    |
| Château de Mesnil-Voisin                                                          | Lardy                     |                                                               | 48° 31′ 14″ nord, 2° 16′ 34″ est | « PA00133022 » | Classé                        | 1980             | Château de Mesnil-Voisin                                                          |
| Église Saint-Pierre de Lardy                                                      | Lardy                     |                                                               | 48° 31′ 20″ nord, 2° 15′ 59″ est | « PA00087932 » | Inscrit                       | 1967             | Église Saint-Pierre de Lardy                                                      |
| Fours à chaux de Lardy                                                            | Lardy                     | Chemin de la Grande-Ruelle                                    | 48° 31′ 19″ nord, 2° 15′ 14″ est | « PA91000002 » | Inscrit                       | 1996             | Image manquante Téléverser                                                        |
| Moulin des Scellés                                                                | Lardy                     | Les Bourbiers                                                 | 48° 30′ 59″ nord, 2° 15′ 31″ est | « PA00087933 » | Inscrit                       | 1926             | Moulin des Scellés                                                                |
| Parc Boussard                                                                     | Lardy                     | Rue de Verdun                                                 | 48° 31′ 22″ nord, 2° 15′ 50″ est | « PA91000005 » | Inscrit                       | 1997             | Parc Boussard                                                                     |
| Pont Cornuel                                                                      | Lardy                     |                                                               | 48° 31′ 15″ nord, 2° 17′ 17″ est | « PA00087934 » | Inscrit                       | 1980             | Pont Cornuel                                                                      |
| Pont de l'Hêtre                                                                   | Lardy                     | Rue du Pont-de-l'Hêtre                                        | 48° 31′ 15″ nord, 2° 16′ 07″ est | « PA00087935 » | Inscrit                       | 1926             | Pont de l'Hêtre                                                                   |
| Croix Boissée                                                                     | Leudeville                |                                                               | 48° 34′ 15″ nord, 2° 19′ 42″ est | « PA00087936 » | Inscrit                       | 1950             | Croix Boissée                                                                     |
| Église Saint-Pierre de Limours                                                    | Limours                   | Place du Général-de-Gaulle                                    | 48° 38′ 45″ nord, 2° 04′ 40″ est | « PA00087937 » | Inscrit                       | 2006             | Église Saint-Pierre de Limours                                                    |
| Pavillon Mansart                                                                  | Limours                   | 19 bis rue du Couvent                                         | 48° 38′ 40″ nord, 2° 04′ 36″ est | « PA91000014 » | Inscrit                       | 2017             | Image manquante Téléverser                                                        |
| Église Saint-Merry de Linas                                                       | Linas                     |                                                               | 48° 37′ 51″ nord, 2° 16′ 14″ est | « PA00087938 » | Classé                        | 1928             | Église Saint-Merry de Linas                                                       |
| Église Saint-Germain de Lisses                                                    | Lisses                    | Allée de l'Église                                             | 48° 35′ 55″ nord, 2° 25′ 31″ est | « PA00087939 » | Inscrit                       | 1950             | Église Saint-Germain de Lisses                                                    |
| Église Saint-Martin de Longjumeau                                                 | Longjumeau                |                                                               | 48° 41′ 34″ nord, 2° 17′ 37″ est | « PA00087940 » | Classé                        | 1910             | Église Saint-Martin de Longjumeau                                                 |
| Vieux pont de Balizy                                                              | Longjumeau                |                                                               | 48° 40′ 47″ nord, 2° 18′ 36″ est | « PA00135716 » | Inscrit                       | 1930             | Vieux pont de Balizy                                                              |
| Basilique Notre-Dame-de-Bonne-Garde de Longpont-sur-Orge                          | Longpont-sur-Orge         | Place des Combattants-et-des-Victimes-de-Guerre               | 48° 38′ 32″ nord, 2° 17′ 33″ est | « PA00087941 » | Classé                        | 1862             | Basilique Notre-Dame-de-Bonne-Garde de Longpont-sur-Orge                          |
| Ensemble agricole monastique                                                      | Longpont-sur-Orge         | Rue de Lormoy Place des Combattants                           | 48° 38′ 29″ nord, 2° 17′ 31″ est | « PA91000271 » | Inscrit                       | 2016             | Image manquante Téléverser                                                        |
| Réseau hydraulique de la source de Lormoy dont le regard des Folies               | Longpont-sur-Orge         | 137 Chemin de la Croix-Rouge-Fer                              | 48° 38′ 44″ nord, 2° 17′ 13″ est | « PA91000008 » | Inscrit Inscrit               | 2002 2016        | Réseau hydraulique de la source de Lormoy dont le regard des Folies               |
| Croix de cimetière de Maisse                                                      | Maisse                    |                                                               | 48° 23′ 38″ nord, 2° 22′ 27″ est | « PA00087942 » | Classé                        | 1965             | Image manquante Téléverser                                                        |
| Église Saint-Médard de Maisse                                                     | Maisse                    |                                                               | 48° 23′ 40″ nord, 2° 22′ 34″ est | « PA00087943 » | Inscrit                       | 1926             | Église Saint-Médard de Maisse                                                     |
| Grotte de Tramerolles                                                             | Maisse                    | Tramerolles                                                   | 48° 23′ 20″ nord, 2° 22′ 39″ est | « PA00087944 » | Classé                        | 1955             | Image manquante Téléverser                                                        |
| Château de Montagu                                                                | Marcoussis                |                                                               | 48° 38′ 45″ nord, 2° 13′ 15″ est | « PA00087945 » | Classé                        | 1984             | Château de Montagu                                                                |
| Église Sainte-Marie-Madeleine de Marcoussis                                       | Marcoussis                |                                                               | 48° 38′ 32″ nord, 2° 13′ 49″ est | « PA00087946 » | Inscrit                       | 1965             | Église Sainte-Marie-Madeleine de Marcoussis                                       |
| Pavillon Royal                                                                    | Marcoussis                | Route de Bel Air                                              | 48° 39′ 13″ nord, 2° 11′ 38″ est | « PA00087947 » | Classé                        | 1968             | Pavillon Royal                                                                    |
| Château de Vilgénis                                                               | Massy                     |                                                               | 48° 44′ 03″ nord, 2° 14′ 37″ est | « PA00087948 » | Inscrit                       | 1977             | Château de Vilgénis                                                               |
| Église Sainte-Marie-Madeleine de Massy                                            | Massy                     |                                                               | 48° 43′ 50″ nord, 2° 16′ 24″ est | « PA00087949 » | Classé                        | 1920             | Église Sainte-Marie-Madeleine de Massy                                            |
| Église Saint-Jean-Baptiste de Mauchamps                                           | Mauchamps                 |                                                               | 48° 31′ 47″ nord, 2° 11′ 39″ est | « PA00087950 » | Inscrit                       | 1926             | Église Saint-Jean-Baptiste de Mauchamps                                           |
| Église Saint-Pierre de Mennecy                                                    | Mennecy                   |                                                               | 48° 34′ 01″ nord, 2° 26′ 03″ est | « PA00087951 » | Inscrit                       | 1926             | Église Saint-Pierre de Mennecy                                                    |
| Porte de Paris                                                                    | Mennecy                   |                                                               | 48° 34′ 07″ nord, 2° 26′ 03″ est | « PA00087952 » | Inscrit                       | 1948             | Porte de Paris                                                                    |
| Château de Méréville                                                              | Méréville                 |                                                               | 48° 19′ 10″ nord, 2° 05′ 27″ est | « PA00087953 » | Classé                        | 1977             | Château de Méréville                                                              |
| Domaine de Méréville                                                              | Méréville                 |                                                               | 48° 19′ 10″ nord, 2° 05′ 27″ est | « PA00087953 » | Inscrit                       | 2013 2015        | Domaine de Méréville                                                              |
| Halles de Méréville                                                               | Méréville                 |                                                               | 48° 19′ 10″ nord, 2° 05′ 21″ est | « PA00087954 » | Classé                        | 1921             | Halles de Méréville                                                               |
| Pont sur la Juine                                                                 | Méréville                 |                                                               | 48° 19′ 02″ nord, 2° 05′ 37″ est | « PA00087955 » | Classé                        | 1979             | Pont sur la Juine                                                                 |
| Église Saint-Médard de Mespuits                                                   | Mespuits                  |                                                               | 48° 21′ 21″ nord, 2° 16′ 20″ est | « PA00087956 » | Inscrit                       | 1926             | Église Saint-Médard de Mespuits                                                   |
| Chapelle Saint-Blaise-des-Simples                                                 | Milly-la-Forêt            | Rue de la Chapelle-Saint-Blaise                               | 48° 23′ 58″ nord, 2° 28′ 28″ est | « PA00087957 » | Classé                        | 2015             | Chapelle Saint-Blaise-des-Simples                                                 |
| Château de Milly-la-Forêt                                                         | Milly-la-Forêt            | 1, rue Saint-Pierre                                           | 48° 24′ 08″ nord, 2° 27′ 50″ est | « PA91000003 » | Inscrit                       | 1996             | Château de Milly-la-Forêt                                                         |
| Collégiale Notre-Dame-de-l'Assomption de Milly-la-Forêt                           | Milly-la-Forêt            |                                                               | 48° 24′ 11″ nord, 2° 27′ 56″ est | « PA00087958 » | Inscrit                       | 1926             | Collégiale Notre-Dame-de-l'Assomption de Milly-la-Forêt                           |
| Halle de Milly-la-Forêt                                                           | Milly-la-Forêt            |                                                               | 48° 24′ 11″ nord, 2° 28′ 13″ est | « PA00087959 » | Classé                        | 1923             | Halle de Milly-la-Forêt                                                           |
| Maison à tourelles                                                                | Milly-la-Forêt            | 11 bis, rue du Lau                                            | 48° 24′ 09″ nord, 2° 27′ 55″ est | « PA00087960 » | Inscrit                       | 1969             | Maison à tourelles                                                                |
| Moutier de Péronne                                                                | Milly-la-Forêt            | 41 bis, rue Langlois                                          | 48° 24′ 12″ nord, 2° 28′ 09″ est | « PA00087962 » | Inscrit                       | 1984             | Moutier de Péronne                                                                |
| Pierre Droite                                                                     | Milly-la-Forêt            | La Pierre Droite                                              | 48° 22′ 46″ nord, 2° 24′ 44″ est | « PA00087961 » | Classé                        | 1974             | Pierre Droite                                                                     |
| Église Saint-Denis de Moigny-sur-École                                            | Moigny-sur-École          |                                                               | 48° 26′ 02″ nord, 2° 27′ 26″ est | « PA00087963 » | Inscrit                       | 1926             | Église Saint-Denis de Moigny-sur-École                                            |
| Roche Grénolée                                                                    | Moigny-sur-École          | Tartibois                                                     | 48° 26′ 21″ nord, 2° 26′ 38″ est | « PA00087964 » | Classé                        | 1973             | Roche Grénolée                                                                    |
| Croix Rouge de Mondeville                                                         | Mondeville                | Chemin de la Croix-Rouge                                      | 48° 29′ 23″ nord, 2° 25′ 03″ est | « PA00087965 » | Classé                        | 1969             | Croix Rouge de Mondeville                                                         |
| Église Saint-Martin de Mondeville                                                 | Mondeville                |                                                               | 48° 29′ 29″ nord, 2° 24′ 57″ est | « PA00087966 » | Inscrit                       | 1972             | Église Saint-Martin de Mondeville                                                 |
| Église Saint-Côme-et-Saint-Damien de Monnerville                                  | Monnerville               |                                                               | 48° 20′ 48″ nord, 2° 02′ 36″ est | « PA00087967 » | Inscrit                       | 1948             | Image manquante Téléverser                                                        |
| Moulin de Senlis                                                                  | Montgeron                 | Rue du Moulin de Senlis                                       | 48° 42′ 53″ nord, 2° 27′ 05″ est | « PA91000273 » | Inscrit                       | 10 décembre 2018 | Moulin de Senlis                                                                  |
| Propriété du Moustier                                                             | Montgeron                 | 1, rue du Pont-du-Bare                                        | 48° 42′ 14″ nord, 2° 27′ 38″ est | « PA00087968 » | Inscrit                       | 1971             | Propriété du Moustier                                                             |
| Bornes fleurdelysées                                                              | Montlhéry                 | Parc de la Tour                                               | 48° 38′ 08″ nord, 2° 16′ 21″ est | « PA00087969 » | Inscrit                       | 1934             | Bornes fleurdelysées                                                              |
| Château de Montlhéry                                                              | Montlhéry                 |                                                               | 48° 38′ 06″ nord, 2° 16′ 19″ est | « PA00087970 » | Classé                        | 1840             | Château de Montlhéry                                                              |
| Hôtel-Dieu de Montlhéry                                                           | Montlhéry                 | 9, Grande Rue                                                 | 48° 38′ 16″ nord, 2° 16′ 19″ est | « PA00087971 » | Inscrit                       | 1926             | Hôtel-Dieu de Montlhéry                                                           |
| Porte Baudry                                                                      | Montlhéry                 | 30, Grande Rue                                                | 48° 38′ 10″ nord, 2° 16′ 13″ est | « PA00087972 » | Inscrit                       | 1926             | Porte Baudry                                                                      |
| Prison de la Prévôté                                                              | Montlhéry                 | 27, Grande Rue                                                | 48° 38′ 13″ nord, 2° 16′ 16″ est | « PA00087973 » | Inscrit                       | 1937             | Prison de la Prévôté                                                              |
| Abbatiale de la Sainte-Trinité de Morigny-Champigny                               | Morigny-Champigny         |                                                               | 48° 26′ 53″ nord, 2° 10′ 56″ est | « PA00087976 » | Classé                        | 1862             | Abbatiale de la Sainte-Trinité de Morigny-Champigny                               |
| Château de Brunehaut                                                              | Morigny-Champigny         |                                                               | 48° 27′ 15″ nord, 2° 10′ 45″ est | « PA00088056 » | Inscrit                       | 1991             | Château de Brunehaut                                                              |
| Château de Jeurre                                                                 | Morigny-Champigny         |                                                               | 48° 28′ 06″ nord, 2° 11′ 16″ est | « PA00087974 » | Classé Inscrit Classé Inscrit | 1957 1973 1980   | Château de Jeurre                                                                 |
| Château de Morigny                                                                | Morigny-Champigny         |                                                               | 48° 26′ 51″ nord, 2° 10′ 57″ est | « PA00087975 » | Inscrit                       | 1965             | Château de Morigny                                                                |
| Polissoir de la Petite-Garenne                                                    | Morigny-Champigny         | Villemartin                                                   | 48° 27′ 28″ nord, 2° 11′ 18″ est | « PA00087977 » | Classé                        | 1902             | Polissoir de la Petite-Garenne                                                    |
| Pont-aqueduc de la Jeurre                                                         | Morigny-Champigny         |                                                               | 48° 28′ 49″ nord, 2° 11′ 36″ est | « PA00088053 » | Inscrit                       | 1990             | Image manquante Téléverser                                                        |
| Abbaye de Morsang-sur-Orge                                                        | Morsang-sur-Orge          | 10, rue Jean-Raynal                                           | 48° 39′ 50″ nord, 2° 21′ 06″ est | « PA00087978 » | Classé                        | 1920             | Abbaye de Morsang-sur-Orge                                                        |
| Borne à bonnet phrygien no 12                                                     | Morsang-sur-Orge          |                                                               | à géolocaliser                   | « PA00087979 » | Inscrit                       | 1931             | Image manquante Téléverser                                                        |
| Château de Morsang                                                                | Morsang-sur-Orge          | 4, rue Jean-Raynal                                            | 48° 39′ 53″ nord, 2° 21′ 07″ est | « PA00087980 » | Inscrit                       | 1979             | Château de Morsang                                                                |
| Église Saint-Germain-de-Paris de Morsang-sur-Seine                                | Morsang-sur-Seine         |                                                               | 48° 34′ 13″ nord, 2° 29′ 43″ est | « PA00087981 » | Inscrit                       | 1950             | Église Saint-Germain-de-Paris de Morsang-sur-Seine                                |
| Église Saint-Denis de La Norville                                                 | La Norville               |                                                               | 48° 35′ 02″ nord, 2° 15′ 36″ est | « PA00087982 » | Inscrit                       | 1952             | Église Saint-Denis de La Norville                                                 |
| Château de Milly-la-Forêt                                                         | Oncy-sur-École            |                                                               | 48° 24′ 08″ nord, 2° 27′ 50″ est | « PA91000004 » | Inscrit                       | 1996             | Château de Milly-la-Forêt                                                         |
| Église Saint-Jacques d'Ormoy                                                      | Ormoy                     |                                                               | 48° 34′ 35″ nord, 2° 26′ 46″ est | « PA00087983 » | Inscrit                       | 1926             | Église Saint-Jacques d'Ormoy                                                      |
| Temple de la Gloire                                                               | Orsay                     | 1 avenue des Lacs                                             | 48° 42′ 01″ nord, 2° 12′ 03″ est | « PA00087984 » | Classé                        | 1979             | Temple de la Gloire                                                               |
| Église Notre-Dame-de-Bon-Secours d'Orveau                                         | Orveau                    |                                                               | 48° 26′ 54″ nord, 2° 17′ 30″ est | « PA00087985 » | Inscrit                       | 1965             | Église Notre-Dame-de-Bon-Secours d'Orveau                                         |
| Église Saint-Martin de Palaiseau                                                  | Palaiseau                 | 5 impasse de la Terrasse                                      | 48° 42′ 45″ nord, 2° 14′ 25″ est | « PA00087986 » | Classé                        | 1930             | Église Saint-Martin de Palaiseau                                                  |
| Monument sépulcral du maréchal de Vaux                                            | Paray-Vieille-Poste       |                                                               | 48° 43′ 07″ nord, 2° 22′ 02″ est | « PA00087987 » | Inscrit                       | 1944             | Monument sépulcral du maréchal de Vaux                                            |
| Église Saint-Martin de Puiselet-le-Marais                                         | Puiselet-le-Marais        |                                                               | 48° 24′ 12″ nord, 2° 15′ 47″ est | « PA00087988 » | Classé                        | 1912             | Église Saint-Martin de Puiselet-le-Marais                                         |
| Château de Trousseau                                                              | Ris-Orangis               |                                                               | 48° 39′ 02″ nord, 2° 25′ 42″ est | « PA00087989 » | Inscrit                       | 1985             | Château de Trousseau                                                              |
| Château de Roinville                                                              | Roinville                 |                                                               | 48° 31′ 51″ nord, 2° 02′ 43″ est | « PA00087990 » | Inscrit                       | 1945             | Château de Roinville                                                              |
| Église Saint-Denis de Roinville                                                   | Roinville                 |                                                               | 48° 31′ 52″ nord, 2° 02′ 44″ est | « PA00087991 » | Classé                        | 1984             | Église Saint-Denis de Roinville                                                   |
| Ferme de Chateaupers                                                              | Roinville                 | Beauvais                                                      | 48° 32′ 14″ nord, 2° 02′ 53″ est | « PA00087992 » | Inscrit                       | 1977             | Ferme de Chateaupers                                                              |
| Borne seigneuriale                                                                | Saclas                    | La Pièce de la Borne à la Calande                             | 48° 22′ 35″ nord, 2° 07′ 26″ est | « PA00087993 » | Classé                        | 1920             | Borne seigneuriale                                                                |
| Église Saint-Germain de Saclas                                                    | Saclas                    |                                                               | 48° 21′ 41″ nord, 2° 07′ 33″ est | « PA00087994 » | Inscrit                       | 1947             | Église Saint-Germain de Saclas                                                    |
| Pavillon de l'Etang                                                               | Saclay                    |                                                               | 48° 44′ 29″ nord, 2° 09′ 53″ est | « PA00087995 » | Classé                        | 1912             | Pavillon de l'Etang                                                               |
| Château de Baville                                                                | Saint-Chéron              |                                                               | 48° 34′ 00″ nord, 2° 07′ 36″ est | « PA00087996 » | Inscrit                       | 1990             | Château de Baville                                                                |
| Maison Ciceri                                                                     | Saint-Chéron              | 5, rue Lamoignon                                              | 48° 33′ 13″ nord, 2° 07′ 33″ est | « PA00087997 » | Inscrit                       | 1989 2002        | Maison Ciceri                                                                     |
| Château de Bandeville                                                             | Saint-Cyr-sous-Dourdan    |                                                               | 48° 34′ 31″ nord, 2° 01′ 48″ est | « PA00087999 » | Classé                        | 1974             | Château de Bandeville                                                             |
| Église Saint-Cyr de Saint-Cyr-sous-Dourdan                                        | Saint-Cyr-sous-Dourdan    |                                                               | 48° 34′ 08″ nord, 2° 02′ 05″ est | « PA00088000 » | Inscrit                       | 1966             | Église Saint-Cyr de Saint-Cyr-sous-Dourdan                                        |
| Ferme des Tourelles                                                               | Saint-Cyr-sous-Dourdan    |                                                               | 48° 34′ 09″ nord, 2° 02′ 02″ est | « PA00088001 » | Classé                        | 1975             | Ferme des Tourelles                                                               |
| Église Saint-Cyr-et-Sainte-Julitte de Saint-Cyr-la-Rivière                        | Saint-Cyr-la-Rivière      |                                                               | 48° 21′ 21″ nord, 2° 08′ 53″ est | « PA00087998 » | Inscrit                       | 1965             | Église Saint-Cyr-et-Sainte-Julitte de Saint-Cyr-la-Rivière                        |
| Borne fleurdelysée n°16                                                           | Sainte-Geneviève-des-Bois | 186 route de Corbeil                                          | 48° 38′ 11″ nord, 2° 19′ 59″ est | « PA00088011 » | Inscrit                       | 1931             | Image manquante Téléverser                                                        |
| Borne fleurdelysée n°13                                                           | Sainte-Geneviève-des-Bois | Place Stalingrad                                              | 48° 38′ 42″ nord, 2° 20′ 06″ est | « PA00088010 » | Inscrit                       | 1930             | Borne fleurdelysée n°13                                                           |
| Château de Sainte-Geneviève-des-Bois                                              | Sainte-Geneviève-des-Bois |                                                               | 48° 38′ 23″ nord, 2° 19′ 55″ est | « PA00088002 » | Classé                        | 1923             | Château de Sainte-Geneviève-des-Bois                                              |
| Cimetière russe de Sainte-Geneviève-des-Bois                                      | Sainte-Geneviève-des-Bois | Rue Léo-Lagrange                                              | 48° 38′ 01″ nord, 2° 20′ 37″ est | « PA91000006 » | Inscrit                       | 2001             | Cimetière russe de Sainte-Geneviève-des-Bois                                      |
| Demeure de la Cossonnerie ou Maison russe                                         | Sainte-Geneviève-des-Bois | 1, rue de la Cossonnerie                                      | 48° 38′ 07″ nord, 2° 20′ 09″ est | « PA91000011 » | Inscrit                       | 2012             | Demeure de la Cossonnerie ou Maison russe                                         |
| Église Notre-Dame-de-la-Dormition de Sainte-Geneviève-des-Bois                    | Sainte-Geneviève-des-Bois | Chemin de Liers                                               | 48° 37′ 55″ nord, 2° 20′ 37″ est | « PA00088003 » | Inscrit                       | 1974             | Église Notre-Dame-de-la-Dormition de Sainte-Geneviève-des-Bois                    |
| Église Saint-Corbinien de Saint-Germain-lès-Arpajon                               | Saint-Germain-lès-Arpajon |                                                               | 48° 35′ 40″ nord, 2° 15′ 20″ est | « PA00088004 » | Inscrit                       | 1926             | Église Saint-Corbinien de Saint-Germain-lès-Arpajon                               |
| Église Saint-Vincent-Saint-Germain de Saint-Germain-lès-Corbeil                   | Saint-Germain-lès-Corbeil | Place Gabriel Vernant                                         | 48° 37′ 15″ nord, 2° 29′ 17″ est | « PA00088004 » | Inscrit                       | 23 octobre 2018  | Église Saint-Vincent-Saint-Germain de Saint-Germain-lès-Corbeil                   |
| Prieuré de Saint-Hilaire                                                          | Saint-Hilaire             |                                                               | 48° 26′ 06″ nord, 2° 04′ 38″ est | « PA00088005 » | Inscrit                       | 1931             | Image manquante Téléverser                                                        |
| Château de Beauregard                                                             | Saint-Jean-de-Beauregard  |                                                               | 48° 39′ 41″ nord, 2° 09′ 49″ est | « PA00088006 » | Classé                        | 1993             | Château de Beauregard                                                             |
| Domaine de Segrez                                                                 | Saint-Sulpice-de-Favières |                                                               | 48° 32′ 47″ nord, 2° 10′ 38″ est | « PA91000010 » | Inscrit                       | 2009             | Domaine de Segrez                                                                 |
| Église Saint-Sulpice de Saint-Sulpice-de-Favières                                 | Saint-Sulpice-de-Favières |                                                               | 48° 32′ 29″ nord, 2° 10′ 44″ est | « PA00088007 » | Classé                        | 1840             | Église Saint-Sulpice de Saint-Sulpice-de-Favières                                 |
| Enceinte de Saint-Sulpice-de-Favières                                             | Saint-Sulpice-de-Favières | Grande-Place                                                  | 48° 32′ 28″ nord, 2° 10′ 44″ est | « PA00088008 » | Inscrit                       | 1948             | Enceinte de Saint-Sulpice-de-Favières                                             |
| Maison                                                                            | Saint-Sulpice-de-Favières | Place de l'Église                                             | 48° 32′ 28″ nord, 2° 10′ 44″ est | « PA00088009 » | Inscrit                       | 1948             | Image manquante Téléverser                                                        |
| Église Saint-Caprais de Saint-Vrain                                               | Saint-Vrain               |                                                               | 48° 32′ 32″ nord, 2° 20′ 02″ est | « PA00088012 » | Inscrit                       | 1926             | Église Saint-Caprais de Saint-Vrain                                               |
| Obélisque de Saint-Vrain                                                          | Saint-Vrain               |                                                               | 48° 32′ 37″ nord, 2° 18′ 48″ est | « PA00088013 » | Inscrit                       | 1948             | Obélisque de Saint-Vrain                                                          |
| Église Saint-Yon de Saint-Yon                                                     | Saint-Yon                 |                                                               | 48° 33′ 30″ nord, 2° 11′ 17″ est | « PA00088014 » | Inscrit                       | 1948             | Église Saint-Yon de Saint-Yon                                                     |
| Léproserie de la Madeleine                                                        | Saint-Yon                 |                                                               | 48° 33′ 50″ nord, 2° 11′ 35″ est | « PA00088015 » | Inscrit                       | 1979             | Léproserie de la Madeleine                                                        |
| Église Notre-Dame-de-l'Assomption-de-la-Très-Sainte-Vierge de Saulx-les-Chartreux | Saulx-les-Chartreux       |                                                               | 48° 41′ 33″ nord, 2° 16′ 09″ est | « PA00088016 » | Inscrit                       | 1926             | Église Notre-Dame-de-l'Assomption-de-la-Très-Sainte-Vierge de Saulx-les-Chartreux |
| Borne à bonnet phrygien                                                           | Savigny-sur-Orge          | Cour du centre administratif                                  | 48° 40′ 46″ nord, 2° 20′ 44″ est | « PA00088017 » | Inscrit                       | 1931             | Borne à bonnet phrygien                                                           |
| Église Notre-Dame de la Nativité-de-la-Vierge de Sermaise                         | Sermaise                  |                                                               | 48° 32′ 11″ nord, 2° 04′ 48″ est | « PA00088018 » | Inscrit                       | 1953             | Église Notre-Dame de la Nativité-de-la-Vierge de Sermaise                         |
| Église Saint-Aignan de Soisy-sur-École                                            | Soisy-sur-École           |                                                               | 48° 28′ 28″ nord, 2° 29′ 49″ est | « PA00088019 » | Inscrit                       | 1989             | Église Saint-Aignan de Soisy-sur-École                                            |
| Ancienne église de Souzy (Souzy-la-Briche)                                        | Souzy-la-Briche           |                                                               | 48° 31′ 40″ nord, 2° 08′ 50″ est | « PA00088020 » | Inscrit                       | 1931             | Ancienne église de Souzy (Souzy-la-Briche)                                        |
| Polissoirs du Bois de la Briche                                                   | Souzy-la-Briche           | Bois de la Briche                                             | 48° 32′ 07″ nord, 2° 10′ 00″ est | « PA00088021 » | Classé                        | 1899             | Polissoirs du Bois de la Briche                                                   |
| Polissoir du bois de la Guigneraie                                                | Souzy-la-Briche           | Bois de la Guigneraie                                         | 48° 31′ 03″ nord, 2° 08′ 51″ est | « PA00088022 » | Classé                        | 1899             | Polissoir du bois de la Guigneraie                                                |
| Église Saint-Martin de Valpuiseaux                                                | Valpuiseaux               |                                                               | 48° 23′ 35″ nord, 2° 18′ 22″ est | « PA00088025 » | Inscrit                       | 1926             | Église Saint-Martin de Valpuiseaux                                                |
| Château du Marais                                                                 | Le Val-Saint-Germain      |                                                               | 48° 34′ 24″ nord, 2° 06′ 08″ est | « PA00088024 » | Classé                        | 1965             | Château du Marais                                                                 |
| Croix de cimetière de Vauhallan                                                   | Vauhallan                 | Le long de l'église                                           | 48° 44′ 03″ nord, 2° 12′ 23″ est | « PA00088026 » | Inscrit                       | 1984             | Croix de cimetière de Vauhallan                                                   |
| Église Saint-Rigomer-et-Sainte-Ténestine de Vauhallan                             | Vauhallan                 | Impasse de l'église                                           | 48° 44′ 01″ nord, 2° 12′ 29″ est | « PA00088027 » | Inscrit                       | 1927             | Église Saint-Rigomer-et-Sainte-Ténestine de Vauhallan                             |
| Ferme des Arpentis                                                                | Vauhallan                 | Chemin des Arpentis                                           | 48° 44′ 00″ nord, 2° 11′ 36″ est | « PA00088028 » | Inscrit                       | 1988             | Ferme des Arpentis                                                                |
| Château de Vilmorin                                                               | Verrières-le-Buisson      | 2, rue d'Estienne-d'Orves                                     | 48° 44′ 58″ nord, 2° 16′ 06″ est | « PA00088029 » | Inscrit                       | 1965             | Château de Vilmorin                                                               |
| Église Notre-Dame-de-l'Assomption de Verrières-le-Buisson                         | Verrières-le-Buisson      |                                                               | 48° 44′ 52″ nord, 2° 15′ 50″ est | « PA00088030 » | Inscrit                       | 1972             | Église Notre-Dame-de-l'Assomption de Verrières-le-Buisson                         |
| Gisements préhistoriques de Verrières-le-Buisson                                  | Verrières-le-Buisson      | Le Buisson de Verrières Le Terrier                            | 48° 45′ 13″ nord, 2° 15′ 35″ est | « PA00088031 » | Classé                        | 1966             | Image manquante Téléverser                                                        |
| Domaine de la Saussaie                                                            | Vert-le-Grand             | 1 impasse du Stade                                            | 48° 34′ 03″ nord, 2° 21′ 35″ est | « PA91000013 » | Inscrit                       | 2014             | Domaine de la Saussaie                                                            |
| Église Saint-Léonard de Videlles                                                  | Videlles                  |                                                               | 48° 27′ 52″ nord, 2° 25′ 52″ est | « PA00088032 » | Inscrit                       | 1926             | Église Saint-Léonard de Videlles                                                  |
| Pierre à Mousseau                                                                 | Vigneux-sur-Seine         |                                                               | 48° 42′ 01″ nord, 2° 24′ 18″ est | « PA00088033 » | Classé                        | 1989             | Pierre à Mousseau                                                                 |
| Château de Saudreville                                                            | Villeconin                |                                                               | 48° 29′ 56″ nord, 2° 07′ 50″ est | « PA00088035 » | Inscrit                       | 1972             | Château de Saudreville                                                            |
| Église Saint-Aubin de Villeconin                                                  | Villeconin                |                                                               | 48° 30′ 52″ nord, 2° 07′ 26″ est | « PA00088036 » | Inscrit                       | 1926             | Église Saint-Aubin de Villeconin                                                  |
| Château de Villeconin                                                             | Villeconin                |                                                               | 48° 30′ 49″ nord, 2° 07′ 23″ est | « PA00088037 » | Inscrit                       | 1926             | Château de Villeconin                                                             |
| Polissoir du Bois de la Charmille                                                 | Villeconin                |                                                               | 48° 31′ 06″ nord, 2° 08′ 50″ est | « PA00088038 » | Classé                        | 1899             | Polissoir du Bois de la Charmille                                                 |
| Tour de la Grange                                                                 | Villeconin                |                                                               | 48° 31′ 09″ nord, 2° 07′ 30″ est | « PA00088034 » | Inscrit                       | 1926             | Tour de la Grange                                                                 |
| Castel d'Orgeval                                                                  | Villemoisson-sur-Orge     |                                                               | 48° 39′ 31″ nord, 2° 20′ 18″ est | « PA00088039 » | Inscrit                       | 1975             | Castel d'Orgeval                                                                  |
| Croix de cimetière de Villeneuve-sur-Auvers                                       | Villeneuve-sur-Auvers     |                                                               | 48° 28′ 24″ nord, 2° 14′ 53″ est | « PA00088040 » | Inscrit                       | 1948             | Image manquante Téléverser                                                        |
| Église Saint-Thomas-Becket                                                        | Villeneuve-sur-Auvers     |                                                               | 48° 28′ 29″ nord, 2° 14′ 55″ est | « PA00088041 » | Inscrit                       | 1948             | Église Saint-Thomas-Becket                                                        |
| Trou du Sarrazin                                                                  | Villeneuve-sur-Auvers     | La Butte du Puits                                             | 48° 28′ 39″ nord, 2° 14′ 38″ est | « PA00088042 » | Classé                        | 1972             | Trou du Sarrazin                                                                  |
| Château de Villiers-le-Bâcle                                                      | Villiers-le-Bâcle         |                                                               | 48° 43′ 27″ nord, 2° 07′ 42″ est | « PA00088043 » | Inscrit                       | 1946             | Château de Villiers-le-Bâcle                                                      |
| Maison-atelier de Foujita                                                         | Villiers-le-Bâcle         | 7 route de Gif                                                | 48° 43′ 34″ nord, 2° 07′ 26″ est | « PA00133001 » | Inscrit                       | 1994             | Maison-atelier de Foujita                                                         |
| Borne à bonnet phrygien no 11                                                     | Viry-Châtillon            | Avenue Marmont Rue Octave-Longuet                             | 48° 40′ 09″ nord, 2° 22′ 37″ est | « PA00088044 » | Inscrit                       | 1934             | Borne à bonnet phrygien no 11                                                     |
| Borne à bonnet phrygien no 12                                                     | Viry-Châtillon            | Parc André-Leblanc                                            | 48° 40′ 09″ nord, 2° 22′ 37″ est | « PA00088044 » | Inscrit                       | 1934             | Borne à bonnet phrygien no 12                                                     |
| Église Saint-Denis de Viry-Châtillon                                              | Viry-Châtillon            |                                                               | 48° 40′ 09″ nord, 2° 22′ 29″ est | « PA00088045 » | Inscrit                       | 1925             | Église Saint-Denis de Viry-Châtillon                                              |
| Domaine de Piedefer                                                               | Viry-Châtillon            | 21, rue Maurice-Sabatier                                      | 48° 40′ 12″ nord, 2° 22′ 30″ est | « PA00088046 » | Classé                        | 1883             | Domaine de Piedefer                                                               |
| Église Saint-Denis de Wissous                                                     | Wissous                   |                                                               | 48° 43′ 52″ nord, 2° 19′ 38″ est | « PA00088047 » | Classé                        | 1913             | Église Saint-Denis de Wissous                                                     |
| Abbaye Notre-Dame d'Yerres                                                        | Yerres                    |                                                               | 48° 42′ 31″ nord, 2° 29′ 56″ est | « PA00088048 » | Classé                        | 1928             | Abbaye Notre-Dame d'Yerres                                                        |
| Château de la Grange                                                              | Yerres                    |                                                               | 48° 43′ 45″ nord, 2° 29′ 43″ est | « PA00088050 » | Classé                        | 1971             | Château de la Grange                                                              |
| Château d'Yerres                                                                  | Yerres                    | Place du Taillis                                              | 48° 42′ 57″ nord, 2° 29′ 26″ est | « PA00088049 » | Inscrit                       | 1970             | Château d'Yerres                                                                  |
| Fontaine Budé                                                                     | Yerres                    | 1, rue Charles-de-Gaulle                                      | 48° 42′ 53″ nord, 2° 29′ 29″ est | « PA00088051 » | Inscrit                       | 1981             | Fontaine Budé                                                                     |
| Propriété Caillebotte                                                             | Yerres                    | 8, rue de Concy                                               | 48° 43′ 02″ nord, 2° 29′ 17″ est | « PA00125463 » | Inscrit                       | 1993             | Propriété Caillebotte                                                             |